# Bridgewater (Wirginia)
Bridgewater – miasto w Stanach Zjednoczonych, w stanie Wirginia, w hrabstwie Rockingham.